# Moony
Moony (de son vrai nom Monica Bragato) (née le 27 septembre 1980 à Venise) est une chanteuse italienne connue pour ses tubes dance provenant de l'album Lifestories. Parmi ses singles les plus connus, on trouve notamment Dove (I'll be loving you), Acrobats et  This is your life.

## Discographie

### Albums
- 2003 : Lifestories

### Singles
- 2002 : Dove (I'll be loving you)
- 2003 : Acrobats (Looking for balance)
- 2003 : Flying away
- 2003 : This is your life
- 2005 : Butterfly
- 2006 : For your love
- 2008 : I don't know why